# دربانة منجلية
الدَّرْبَانة المِنْجَليَّة عثة من جنس الدربانة في فصيلة الدربانيات. موطنها بعض أصقاع حوض البحر الأبيض المتوسط. قوتها رحيق الأزهار. سرفتها خاضلة قوتها أوراق الأشجار الحرجية.

## الصور

♂
♂ △
♀
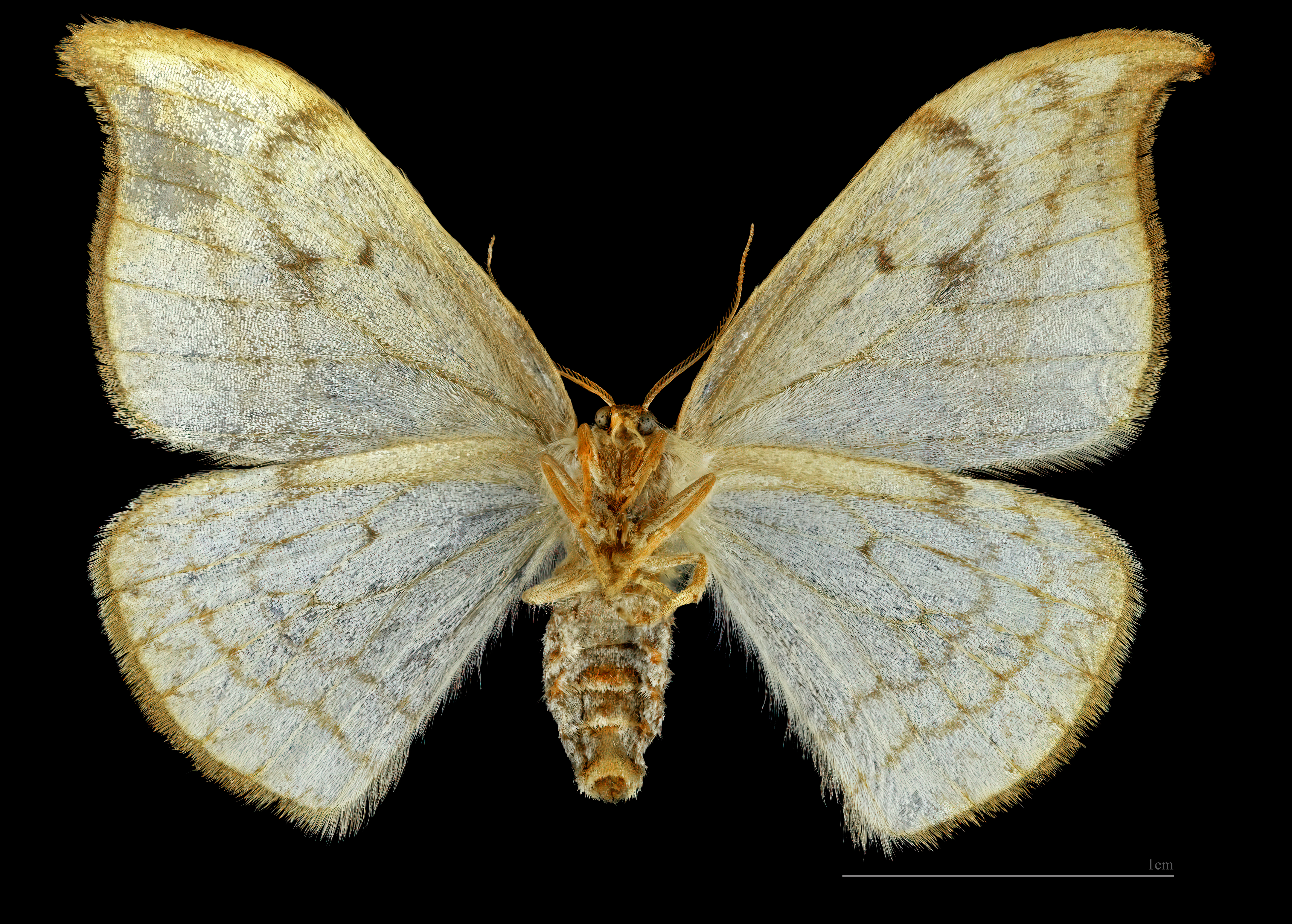
♀ △
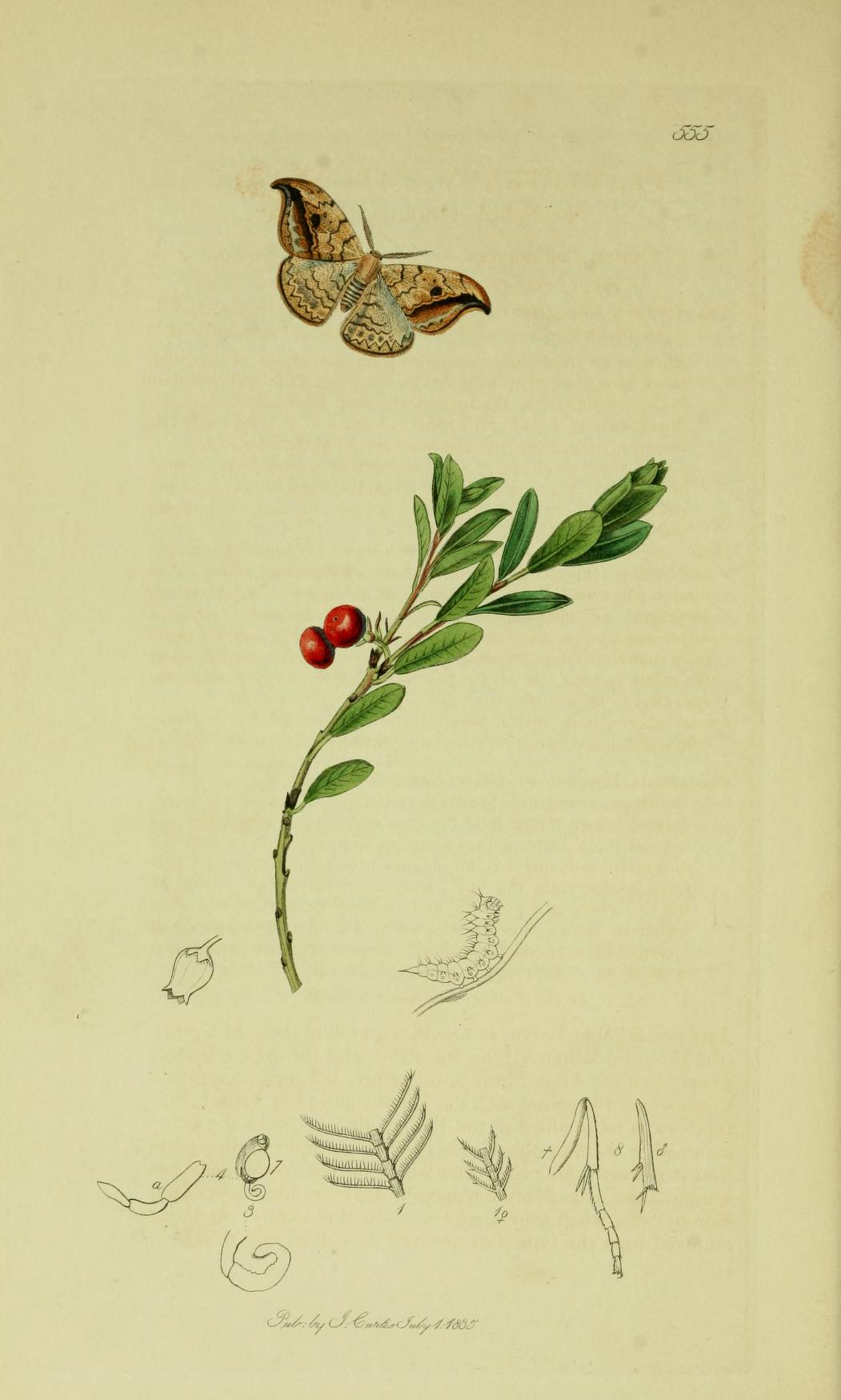
رسم توضيحي
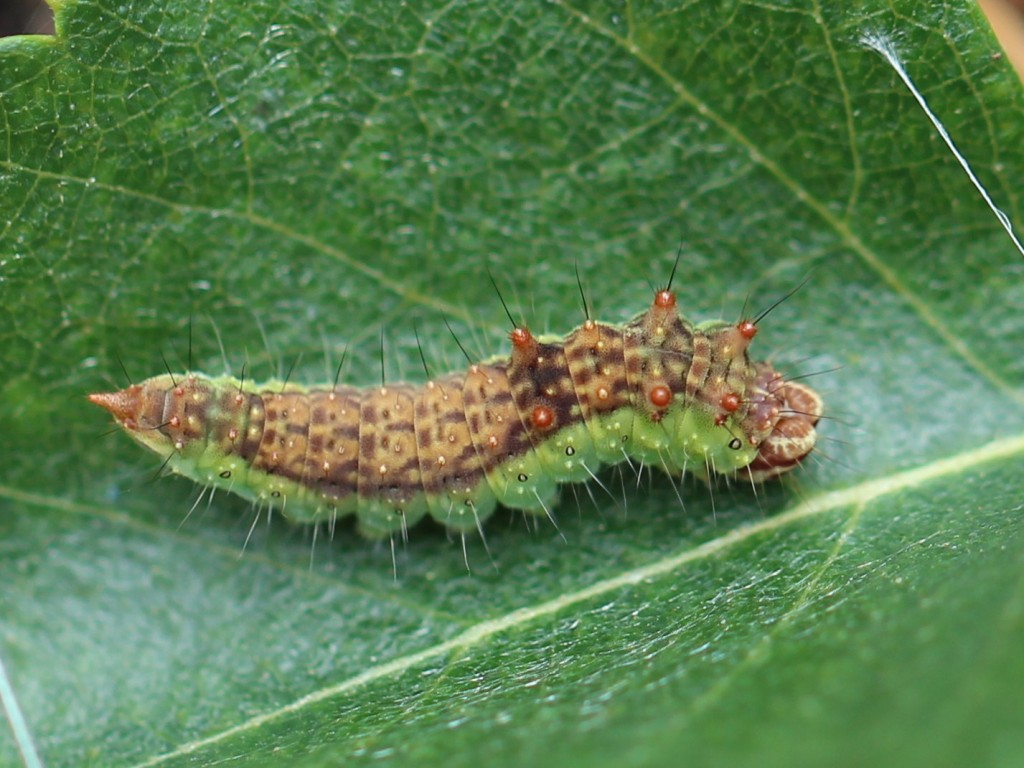
اليسروع